# Markenartikel
Ein Markenartikel oder eine Markenware ist ein Sachgut, das mit einem oder mehreren Markenzeichen (meist einer Wort-Bild-Marke) versehen ist. Die Marke, auf die das Markenzeichen verweist, kann eine Herstellermarke oder eine Handelsmarke sein. Markenartikel sind sowohl unter Konsumgütern als auch unter Investitionsgütern anzutreffen.
In der Regel besitzt ein Markenartikel Eigenschaften, in denen er sich von Produkten anderer Marken charakteristisch unterscheidet (siehe Marke (Marketing)). Beim Badge-Engineering werden allerdings gleiche oder nahezu identische Markenartikel unter verschiedenen Markennamen angeboten.
Markenware ist ein Sammelbegriff für Markenartikel (als Antonym zu „markenloser / markenfreier / unmarkierter Ware“).

## Abgrenzung zum Begriff „Marke (Marketing)“
Die Begriffe „Markenartikel“ und „Marke“ hängen eng zusammen, dürfen aber nicht gleichgesetzt werden:
- Marken gibt es nicht nur bei Sachgütern (Warenmarken), sondern auch bei Dienstleistungen (Dienstleistungsmarken).

Bei Sachgütern gilt außerdem:
- Eine Marke umfasst nur diejenigen Eigenschaften eines Markenartikels, in denen sich dieser von konkurrierenden Produkten anderer Marken unterscheidet.
- Ist eine Marke eine Dachmarke oder Sortimentsmarke, können ihr verschiedene Produkte (Markenartikel) angehören.
- Zu einer Marke zählen nicht nur die tatsächlichen, sondern auch die (laut Markeninhaber) angeblichen und die (laut Zielgruppen) vermeintlichen Eigenschaften der zur Marke gehörenden Markenartikel.

## Das System „Markenartikel“
Sowohl bei markenloser Ware als auch bei unbekannter Markenware können Kunden die Qualität und die Nutzen-/Schadeneffekte des Produkts oft nicht einschätzen. Allerdings mit unterschiedlichen Konsequenzen:

### Markenlose Ware
Markenlose Ware muss nicht unbedingt schlechter sein als Markenware. Wird markenlose Ware (z. B. Obst, Gemüse, Pflanzen) von einem stationären oder ambulanten Händler vertrieben, dem an Stammkunden gelegen ist, kann man als Kunde unterstellen, dass der Händler beim Einkauf der Ware auf Qualität achtet, um seine Kunden nicht zu enttäuschen.
Allerdings sind Hersteller und Händler von markenloser Ware oft nur am kurzfristigen wirtschaftlichen Erfolg (der sog. „schnellen Mark“) interessiert. Nach einem getätigten Geschäft verschwinden die Händler oft unwiderruflich aus dem Blickfeld der Käufer (betrifft Teile des ambulanten Handels). Tun sie es nicht (stationärer Handel), verweisen sie bei Beschwerden der Kunden darauf, dass letzteren klar sein musste, mit dem Kauf von markenloser Ware ein Risiko einzugehen. Typisch für viele Hersteller und Händler markenloser Ware ist der Hochdruckverkauf (engl. high-pressure selling). Ihnen ist es egal, wenn die Käufer mit der Ware unzufrieden sind. Da die Hersteller für die Endkunden nicht identifizierbar sind, brauchen sie bei mangelhafter Ware keine negativen Sanktionen der Endkunden zu befürchten.

### Markenartikel-Regelkreis
Als verbraucherfreundliche Alternative zu dieser „Nach uns die Sintflut“-Mentalität geht das Konzept des Markenartikels von einem Regelkreis zwischen dem Markeninhaber und den Endkunden aus: Sind die Nutzer/Verbraucher von einem Markenprodukt enttäuscht, „bestrafen“ sie den Markeninhaber mit Kaufenthaltung. Diese Rückkopplung (engl. feedback) zwingt ihn, das Markenprodukt nachzubessern, billiger anzubieten oder vom Markt zu nehmen.

### Vorteile für den Kunden/Käufer
Im Einzelnen bietet ein Markenartikel seinen Kunden / Käufern zahlreiche Vorteile:
- Die Marke erhöht für den Kunden die Markttransparenz: Erkennt der Kunde an einem Produkt ein Markenzeichen, das ihm (z. B. aus der Werbung oder von einem früheren Kauf her) bekannt ist (= Wiedererkennungsfunktion der Marke), und assoziiert er mit diesem Zeichen bestimmte (positive oder negative) Eigenschaften (Markenbewusstsein), kann er sich in einer Kaufsituation gezielt für oder gegen das Produkt mit dieser Marke entscheiden (= Informations- und Orientierungsfunktion der Marke).
- Ist ein Käufer mit einem Markenartikel (z. B. dessen Preis-Leistungs-Verhältnis) unzufrieden, kann er auf einen erneuten Kauf dieses Markenartikels verzichten (bzw. auch andere Produkte derselben Marke meiden).
- Außerdem kann der Käufer anderen potentiellen Käufern von seinen negativen Erfahrungen mit diesem Markenartikel berichten und ihnen gegebenenfalls vom Kauf des Markenartikels (bzw. anderer Produkte dieser Marke) abraten (= negative Mundpropaganda).
- Da ein rechtlich geschütztes Markenzeichen ausschließlich vom Inhaber der Marke verwendet werden darf (= Monopolisierungsfunktion der Marke), kann der Käufer den Markeninhaber identifizieren (im ungünstigsten Fall mit Hilfe des Markenregisters, sofern das Markenzeichen nicht widerrechtlich benutzt wird). Bei Vorliegen bestimmter rechtlicher Voraussetzungen kann der Käufer den Hersteller haftbar machen (z. B. Produkthaftung, Produzentenhaftung).
- Ist dem Markeninhaber an einer langfristigen Kundenbeziehung gelegen, wird er – zumindest theoretisch – im eigenen Interesse darum bemüht sein, die Käufer seiner Produkte nicht nur einmalig, sondern mit jedem weiteren Kauf zufriedenzustellen. Aus diesem Eigeninteresse resultiert – ebenfalls laut Theorie – eine Art Selbstverpflichtung des Markeninhabers, die gerechtfertigten Erwartungen der Kunden zu erfüllen.
- Ein Markenartikel, der (bzw. dessen Marke) am Markt etabliert ist und daher frei sein sollte von negativen Überraschungen, hat für den Käufer nicht nur einen Nutzwert, sondern auch einen Mehrwert. Dieser Mehrwert besteht in der Sicherheit oder Gewissheit – sozusagen einem „Versprechen“ des Markeninhabers –, dass dieser alles unternommen hat, damit der Markenartikel außer den gattungsüblichen Standard-Eigenschaften und -Nutzeneffekten auch die besonderen, vom Markeninhaber kommunizierten Nutzenversprechungen der Marke erfüllt.
Aus dieser „Konstruktion“ resultiert der zentrale Begriff des Markenartikel-Konzepts: „Dauerhafte Verlässlichkeit“ (Motto: „Da weiß man, was man hat“). Das bedeutet: Von Seiten des Markeninhabers soll der Kunde darauf vertrauen dürfen, dass der gewünschte Markenartikel grundsätzlich immer und überall
  - mit den bekannten/zugesagten Eigenschaften (= Einheitsprodukt) und den daraus resultierenden, materiell-funktionalen und ideell-symbolischen Nutzeneffekten
  - in der bekannten/zugesagten Qualität (= Einheitsqualität)
  - auf dem bekannten/zugesagten Preisniveau (= Einheitspreisniveau)
  - in den bekannten/zugesagten Verkaufsstellen (= „Ubiquität“)
erhältlich ist (= Vertrauensschutzfunktion der Marke). Die Marke fungiert als Signal für Leistungsqualität und reduziert das vom Nachfrager aufgrund der Informationsasymmetrie empfundene Risiko. – Bei einer Herstellermarke „verbürgt“ sich der Hersteller, bei einer Handelsmarke der Händler gegenüber dem Kunden für diese „Zusagen“.
- Viele Markenartikel spenden ihren Nutzern nicht nur einen intersubjektiv nachprüfbaren, stofflich-technischen Grundnutzen, sondern auch einen subjektiv empfundenen, psychosozialen Zusatznutzen (siehe Nutzenschema der Nürnberger Schule). Diese Markenartikel genießen in der Öffentlichkeit bzw. bestimmten Kreisen der Gesellschaft eine Wertschätzung, die über den funktionalen Wert der betreffenden Produkte hinausgeht. Der Besitz solcher Markenartikel eignet sich für ihre Besitzer
  - als Mittel zur Profilierung der eigenen Persönlichkeit (in dem Glauben, die Eigenschaften der Markenpersönlichkeit (z. B. cool, dynamisch, kreativ) würden auf den Besitzer des Markenartikels ausstrahlen),
  - als Mittel zur Anerkennung durch das soziale Umfeld und zur Steigerung des Sozialprestiges (Statussymbol) (= Symbolfunktion der Marke) oder
  - als „Nachweis“ für die Zugehörigkeit zu einer sozialen Gruppe, die sich (unter anderem) durch den Besitz solcher Markenartikel definiert (= Demonstrationsfunktion der Marke).

Phänomene wie diese werden von der Markenpsychologie und Markensoziologie erforscht.

### Nachteile und Risiken für den Markeninhaber
Für den Inhaber einer Marke ist ein Markenartikel mit etlichen Nachteilen und Risiken verbunden:
- Die Einführung und die Führung eines Markenartikels (bzw. einer Marke) sind mit einem erheblichen personellen, zeitlichen und finanziellen Aufwand verbunden.
- Die Werbung für den Markenartikel (bzw. die Marke) zehrt einen beträchtlichen Anteil des Gewinns aus dem Verkauf des Artikels auf.
- Der Markeninhaber geht das Risiko eines Fehlschlags („Flop“) aufgrund von Fehlern im Marketing-Mix oder konkurrierenden, (z. B. Nachahmer-)Produkten ein.
- Aufgrund des in der Regel höheren Verkaufspreises von Markenartikeln setzt sich der Markeninhaber dem Risiko aus, dass sehr preisbewusste Kunden seinen Absatz schmälern, weil sie – vorübergehend oder dauerhaft – zu günstigerer markenloser Ware greifen.
- Mit der Markierung des Artikels tritt der Markeninhaber aus der Anonymität heraus, wird identifizierbar (z. B. von Händlern und Endkunden) und muss sich ggfs. der Verantwortung von Dritten (z. B. den Käufern seiner Produkte) stellen. Dies bedeutet, dass er für Pflichtverletzungen auch tatsächlich juristisch zur Verantwortung gezogen werden kann.

Ist ein Markenartikel (bzw. eine Marke) erfolgreich am Markt etabliert, bietet er (bzw. sie) den Kunden / Käufern und auch den übrigen Beteiligten der Absatzkette (d. h. Herstellern, Händlern) Vorteile.

### Vorteile und Chancen für den Markeninhaber
Aus der strategischen Entscheidung eines Herstellers oder Händlers, einen Markenartikel zu produzieren bzw. zu handeln, erwachsen dem Markeninhaber auch Vorteile und Chancen. Wäre der Hersteller oder Händler nicht davon überzeugt, dass die positiven Effekte die negativen überwögen, würde er einen (wesentlich einfacher zu handhabenden) markenlosen Artikel auf den Markt bringen.
Im Einzelnen eröffnen sich dem Markeninhaber folgende Chancen und Vorteile:
- Da ein Markenartikel einen Namen hat, kann der Hersteller den Artikel benennen und direkt bei den Endkunden bewerben. Damit ist er nicht mehr auf die Werbung und das Werbeverhalten des Handels angewiesen bzw. von diesen abhängig.
- Gelingt es dem Markeninhaber, das Vertrauen der Käufer in seinen Markenartikel zu gewinnen und zu halten, braucht er zum Zwecke der Kundenbindung bis auf Weiteres weniger Überzeugungsarbeit zu leisten als der Inhaber einer neuen Marke oder der Hersteller / Händler einer unbekannten markenlosen Ware.
- In dem Maße, wie es den Käufern etwas wert ist, einen Markenartikel in dem „guten Gefühl“ zu erwerben, vor unangenehmen Überraschungen gefeit zu sein, kann der Markeninhaber das Vertrauen der Käufer in seine Zuverlässigkeit über Preis- und Mengenprämien kapitalisieren. Das heißt: Entweder kann der Markeninhaber für den Mehrwert der Verlässlichkeit einen höheren Preis verlangen, oder der Markt honoriert den Mehrwert mit einer höheren bzw. stabileren Nachfrage. – Gleiches gilt für einen eventuellen Zusatznutzen (siehe oben), den ein Markenartikel seinen Nutzern spendet.
- Ist die Marke eine etablierte Dachmarke oder Sortimentsmarke, strahlt das Vertrauen der Kunden / Käufer in den Markenartikel auch auf andere Artikel derselben Marke aus (Imagetransfer). Das heißt: Von den Chancen und Vorteilen, die dem Markeninhaber aus einem Markenartikel erwachsen, profitieren auch die anderen Artikel der Marke, weil die Kunden diesen Artikeln ohne nähere Prüfung wohlwollender gegenüberstehen als Produkten weniger bekannter Marken oder markenloser Ware.
- Sind die Verbraucher/Verwender mit einem Markenartikel (z. B. dessen Preis-Leistungs-Verhältnis) zufrieden, steigt die Wahrscheinlichkeit, dass die Käufer
  - dasselbe Produkt bei nächster Gelegenheit wieder kaufen (= höhere Wiederkaufsrate),
  - auch andere Produkte dieser Marke kaufen (= Markentreue, Markenloyalität),
  - Produkten dieser Marke gegenüber Produkten anderer Marken den Vorzug geben (= Markenpräferenz) oder
  - den Markenartikel (bzw. die Marke) an Dritte weiterempfehlen (= positive Mundpropaganda).

Seitens der Käufer setzt dies sowohl Markenbewusstsein als auch Markenvertrauen voraus.

### Vorteile und Chancen für den Handel
Auch der Handel profitiert von der Treue der Kunden zu einem Markenartikel bzw. einer Markenware:
- Die Wahrscheinlichkeit, dass die von einem Händler georderte Markenware auch tatsächlich Abnehmer findet, ist aufgrund der höheren Wertschätzung durch die Kunden grundsätzlich größer als bei markenloser Ware (= niedrigeres Absatzrisiko). Höhere subjektive Wertschätzung beruht jedoch hauptsächlich auf größerer Bekanntheit intensiv beworbener Marken. Weisen objektiv vergleichende Warentests geringere Qualität bekannter Marken im Vergleich zu weniger bekannten Marken nach, erwachsen dem Handel aus Markenrankings entsprechende Vorteile.
- Aufgrund der Treue der Kunden (Kundenbindung) zur Markenware ist die Planung der Einkaufsmengen für den Händler grundsätzlich berechenbarer als bei markenloser Ware, deren Eigenschaften und Nutzen für die Kunden schwerer einschätzbar sind.
- Die Wahrscheinlichkeit, dass ein Händler mit dem Verkauf von Markenware einen höheren Rohertrag erzielt, ist aufgrund des höheren Verkaufspreises grundsätzlich größer als bei markenloser Ware. Andererseits eignen sich bekannte Markenwaren besonders für attraktive Preissenkungen, bei denen der Verzicht auf Rohertrag kompensiert wird durch höheren Lagerumschlag, der wiederum zu finanziellen Vorteilen führen kann.

### Qualität des Markenartikel-Regelkreises
Das Vertrauen der Kunden in die Zuverlässigkeit eines Markeninhabers ist jedoch nur gerechtfertigt, wenn der Regelkreis zwischen dem Markeninhaber und den Endkunden funktioniert. Dieser Regelkreis beruht darauf, dass ein Markeninhaber, dessen Produkt die Erwartungen nicht erfüllt, den Vertrauensentzug der Endkunden so bald und so deutlich zu spüren bekommt (Rückkopplung), dass er das Markenprodukt entweder nachbessert, den (überhöhten) Preis an die niedrige Qualität anpasst oder den Markenartikel vom Markt nimmt. Diese Rückkopplung funktioniert umso besser, je mehr die folgenden Bedingungen gegeben sind:
- Der Markenartikel ist ein leicht zu ersetzendes Substitutionsgut: Bei einem anhaltenden oder erneuten Bedarf können unzufriedene Kunden auf mindestens einen anderen, mindestens gleichwertigen oder gar besseren Markenartikel ausweichen (Beispiel: Brot) (= Konkurrenz durch Alternativangebote).
- Der Markenartikel wird möglichst bald nach seiner Markteinführung von einer bekannten, unabhängigen und vertrauenswürdigen Verbraucherschutzorganisation (z. B. Stiftung Warentest) getestet. Dadurch können möglichst viele potentielle Käufer das Testurteil in ihre Kaufentscheidung einfließen lassen.
- Der Markenartikel hat eine relativ kurze durchschnittliche Lebens- oder Nutzungsdauer (z. B. Joghurt). Umso eher lassen sich die Qualität und die Nutzen-/Schadenseffekte des Markenartikels abschließend beurteilen und anderen potentiellen Käufern mitteilen. Umso eher tritt auch eine Kaufsituation ein, in der die Kunden auf alternative Markenartikel ausweichen und den Markeninhaber für unzulängliche Qualität „abstrafen“ können.
- Zwischen den bisherigen und den potentiellen Käufern eines Markenartikels existiert eine einfache und schnelle Kommunikation. Das heißt:
  - Möglichst viele Käufer eines Markenartikels teilen möglichst umgehend ihre Erfahrungen mit, die sie mit dem Markenartikel gemacht haben. Wichtig ist dabei die Angabe, wie lange und wie intensiv sie den Markenartikel in Benutzung haben. Gerade bei Markenartikeln mit längerer Lebens- oder Nutzungsdauer kann ein anfangs positiver Eindruck mit zunehmendem Ge- oder Verbrauch des Markenartikels ins Negative umschlagen, so dass sich anfangs positive Einschätzungen unter Umständen mit der Zeit als verfrüht oder voreilig erweisen (Beispiel: Auto).
  - Möglichst viele potentielle Käufer erfahren von diesen Erfahrungen und berücksichtigen diese – angemessen und mit der nötigen kritischen Distanz – bei ihrer eigenen Kaufentscheidung.

## Besonderheiten im Absatz
Zur besonderen Verantwortung eines Markenartikel-Herstellers gehört, dass die Endkunden den Markenartikel so erwerben, dass sie
- die wesentlichen Produkteigenschaften (z. B. Beschaffenheit, Bedienung, Haltbarkeitsdauer) kennen,
- die Ware in einwandfreiem Zustand erwerben,
- mit dem Gebrauch bzw. Verbrauch der Ware zufrieden sind,
- sich bei Beanstandungen schnell und unkompliziert an den Hersteller wenden können und
- bei berechtigten Beanstandungen schnell zufrieden gestellt werden.

Bei der Erreichung dieser Ziele unterstützen viele Markenartikel-Hersteller den Handel, beispielsweise durch Werbung oder Maßnahmen zur Verkaufsförderung.
Bei beratungsintensiven Markenartikeln schränken die Hersteller die Distribution oft auf den Fachhandel ein. Verbunden ist dies in der Regel mit Schulungen der Fachverkäufer durch den Hersteller.
Auch verfolgen Hersteller und Händler von Markenartikeln nicht immer gemeinsame Interessen. Als Reaktion auf diese Zielkonflikte wählen Markenartikel-Hersteller oft den Direktvertrieb ihrer Produkte an die Endkunden unter Umgehung des Handels. Dies geschieht auf folgende Weise:
- Verkauf ab Werk (Fabrikverkauf, Werksverkauf)
- Verkauf über eigene stationäre Niederlassungen
- Verkauf über einen eigenen Außendienst
- Verkauf bzw. Auftragsannahme per Telefon (Callcenter)
- Verkauf bzw. Auftragsannahme per Internet (Onlineshop)
- Direktversand (Werksversand, Fabrikversand).

Der Direktvertrieb hat für die Hersteller (oft auch für die Kunden) mehrere Vorteile. So können die Hersteller
- den Verkauf und die Distribution nach eigenen Vorstellungen und in eigener Verantwortung organisieren,
- den Endkunden günstigere Preise bieten, da die Handelsspannen für Groß- und Einzelhandel entfallen,
- mit den Endkunden direkt kommunizieren, um ungefiltert von den Vorstellungen, Wünschen, Anregungen, Reaktionen und Beanstandungen der Endkunden erfahren („das Ohr am Kunden“), sowie
- den Endkunden die Marke des Herstellers in ihrer Gesamtheit („Markenwelt“) präsentieren (siehe auch Brandland).

## Geschichte des Markenartikels
Die Geschichte des Markenartikels ist auch eine Geschichte des Markendenkens und der Markenkonzepte.
Marken sind so alt wie der überregionale Handel im Altertum. Bereits im ägyptischen, griechischen und römischen Reich gehörten erste Markierungen zum Handelsgeschehen. Künstler signierten ihre Werke und auf Produkten befanden sich Werkstattzeichen als Ausdruck für besondere Qualität.
Im Mittelalter wurden Herkunfts-, Eigentums- und Zunftzeichen gebraucht, um die Identifizierung des Herstellers einer Ware oder des Handelshauses zu ermöglichen. Ausgesprochene Markenqualität entwickelten zuerst die Wechsel mit dem Indosso besonderer Handelsherren oder -häuser. Namentlich die von Handelshäusern verwendeten Markenzeichen, ihre meist mit einem (Qualität und Zuverlässigkeit bekräftigenden) Kreuzsymbol versehenen Haus- und Hofmarken kennzeichnen den Anfang der gewerblichen Warenmarkierung.
In der Neuzeit wurde die kommerzielle Bedeutung der strategischen Markenbildung schon frühzeitig beispielsweise von Josiah Wedgwood (Porzellanmanufaktur in England) im 18. Jahrhundert erkannt. Dies waren jedoch damals nur vereinzelte Erscheinungen. In Deutschland gehören Farina gegenüber (seit 1709) und Meißener Porzellan (seit 1710) zu den ältesten Markenartikeln. Ab Mitte des 19. Jahrhunderts entwickelte sich das Konzept der Marke zu einem weit verbreiteten Phänomen.
Als Folge der Industrialisierung und der damit einhergehenden Massenproduktion standardisierter Produkte sowie aufgrund der zunehmenden Distanz zwischen Hersteller und Konsument entstanden viele noch heute bekannte Marken, wie zum Beispiel Maggi (1887) und Persil (1907). Unter ihnen war auch die von John Pemberton erfundene Coca-Cola, die als anregendes Kopfschmerz- und Nervenmittel (auch gegen Depressionen) angepriesen wurde. Später sprang das Markenkonzept auf alle möglichen Haushaltsprodukte über: Tee, Kaffee, Seifen, Waschmittel, Schuhcreme, Zigaretten und so weiter. Firmen wie Kellogg’s, Heinz, Cadbury, Henkel, Lever Bros. und Procter & Gamble hatten eine Blütezeit.
Seit den 1950er Jahren haben sich Marken parallel zum Bedeutungswachstum von Marketing insgesamt kontinuierlich weiterentwickelt. Während zunächst Herstellermarken dominierten, gewannen in der zweiten Hälfte der 1960er Jahre Handelsmarken zunehmend an Bedeutung. Diese führten in den 1970er und 1980er Jahren zunächst zu einer zunehmenden preislichen Markenpolarisierung in Luxus- und Billigmarken. Seit den 1990er Jahren haben sich die Handelsmarken durch den Einsatz modernen Markenmanagements und psychostrategischer Markenausrichtung bei hohem Qualitätsbewusstsein profilieren und etablieren können. Sie decken heute ein breites Artikelspektrum ab, von Gattungsmarken bis hin zu sog. Premiummarken.
Die Entwicklung hin zur Dienstleistungsgesellschaft und die zunehmende Globalisierung seit den 1980er Jahren spiegelten sich im Bedeutungszuwachs von Dienstleistungsmarken bzw. internationalen Marken wider. Seit den 1990er Jahren sind Weltmarken (Dachmarken) zwar auf Grund des Fusions- und Übernahmebooms auf dem Vormarsch; nach grenzüberschreitenden Firmenübernahmen werden aber zahlreiche etablierte Einzelmarken nur nachlässig weitergepflegt und gehen unter.

## Verselbstständigung von Markenartikel-Namen im Sprachgebrauch
Manche Markenartikel-Namen sind im Bewusstsein der Gesellschaft zum Inbegriff einer Produktgattung geworden. Sie werden in der Alltagssprache oft dann verwendet, wenn dem Sprecher unklar ist, welche Marke in der konkreten Situation wirklich vorliegt. Klassische Beispiele sind „4711“ (für Kölnisch Wasser, 1881), „Odol“ (für Mundwasser, 1895), „Nivea“ (für Hautcreme, 1911), „Tempo“ (für Papiertaschentuch, 1929), „UHU“ (für Alleskleber, 1932) oder „Tesa“ (für transparentes Klebeband, 1936).
Ähnlich verhält es sich mit dem Begriff „einwecken“. Er fand 1907 in den Duden Eingang und geht auf einen Markenartikel zurück, der im Volksmund als „Einweckglas“ bekannt ist. Einkochgläser der Firma „J. Weck u. Co.“ (Wehr-Öflingen) genossen seinerzeit eine Alleinstellung am Markt. Sie waren mit der Wortmarke „J. WECK“ (1906) gekennzeichnet, die auf den (1902 ausgeschiedenen) Firmengründer Johann Carl Weck verwies.

## Dienstleistungen als „Markenartikel“
Im übertragenen Sinne können auch Dienstleistungen (also nicht-materielle Wirtschaftsgüter) als Markenartikel verstanden werden. Dies ist jedoch nur der Fall, wenn anhand von Markenzeichen erkennbar ist, wer der „Lieferant“ (Auftragnehmer) der Leistung ist (weitere Einzelheiten: siehe Dienstleistungsmarke).
In diesem Sinne vermarkten auch bekannte Persönlichkeiten (z. B. Künstler, Sportler) ihr wirtschaftliches Potential ähnlich einem Markenartikel mit Hilfe eines Managers aus dem Musik- oder Sportmanagement oder durch eine Agentur (= Persönlichkeitsmarketing, engl. personality marketing). Der Name der Person steht hierbei für den Markennamen, die charakteristischen Merkmale der Person für die Marke (= Persönlichkeitsmarke, engl. branded personality). – Ähnlich agieren freie Mitarbeiter, die an der Verlängerung eines Auftragsverhältnisses interessiert sind: Um sich von eventuellen Mitbewerbern abzugrenzen, stellen sie gegenüber dem bisherigen Auftraggeber ihre besonderen Fähigkeiten und Qualitäten heraus (siehe auch Selbstmarketing).

## Missbrauch des Markenartikel-Prinzips
Ursprünglich genoss der Begriff „Markenartikel“ einen guten Ruf bei den Verbrauchern, stand er doch für verlässliche Qualität („Markenqualität“) im Vergleich zu Waren unbekannter Herkunft.
Mit der Flut von Markenartikeln versuchen jedoch „Trittbrettfahrer“ unter den Herstellern, durch die bloße Verwendung eines Markenzeichens von der positiven Konnotation des Begriffs „Markenartikel“ zu profitieren, ohne das historisch gewachsene Grundvertrauen der Verbraucher in das Markenartikel-Prinzip durch „Markenqualität“ zu rechtfertigen. Dadurch hat der Begriff „Markenartikel“ viel von seinem „Nimbus“ eingebüßt.
Heute gelten Markenartikel längst nicht mehr per se als vertrauenswürdig. Es bedarf in jedem Einzelfall einer Prüfung durch die Verbraucher oder eine anerkannte Verbraucherschutzorganisation, ob und inwieweit das Preis-Leistungs-Verhältnis des betreffenden Markenartikels stimmig ist oder ob gegebenenfalls vom Kauf des Markenartikels abzuraten ist. In Deutschland haben insbesondere die Stiftung Warentest und das Öko-Institut seit Jahren den empirischen Nachweis erbracht, dass aus Verbrauchersicht der Nimbus der generellen Überlegenheit von „Markenartikeln“, d. h. von Herstellermarken über Handelsmarken, nicht gerechtfertigt ist.
Hinzu kommen zahllose Fälle von Markenfälschung. Hersteller versehen minderwertige, aber mit dem Original zum Verwechseln ähnliche Produktkopien in betrügerischer Absicht mit fremden, angesehenen Markenzeichen. Dies geschieht unter Verletzung des Markenrechts und evtl. weiterer Urheberrechte, was für den ahnungslosen Laien oft kaum erkennbar ist. Unter Irreführung der Käufer, die sich im guten Glauben wiegen, ein originales Markenprodukt zu erwerben, streichen diese Hersteller mit dieser Methode ungerechtfertigte Umsätze und gegebenenfalls Gewinne ein.

## Variation der Quantität, Qualität
Markenartikel werden mitunter in verschiedenen Verkaufsstellen oder Ländern in unterschiedlichen Packungsgrößen angeboten, oft an einer Verkaufsstelle mehrere Größen nebeneinander – z. B. Riegel. Mangels direktem Nebeneinander-Vergleich ist das Abschätzen der Inhaltsmenge schwierig. Zum typisch höheren Stück-Preis in der Gastronomie, auf Tankstellen kommt oft noch die kleinere Packungsgröße dazu.
Markenartikler betonen zwar gleichbleibende Qualität, doch werden Qualitäten doch über längere Zeiten betrachtet geändert, um veränderten und regional unterschiedlichen Geschmack zu treffen, veränderte Gesetze einzuhalten, andere Rezepturen und Herstellungsverfahren zu ermöglichen. Ungarn kritisieren 2017, dass Markenprodukte in ihrem Land in geringerer Qualität oder Menge angeboten werden als in Österreich.

### Allgemeine Darstellungen
- Erwin Dichtl, Walter Eggers (Hrsg.): Marke und Markenartikel als Instrumente des Wettbewerbs; Beck, München 1992, ISBN 3-406-36752-6.
- Heribert Meffert: Der Markenartikel und seine Bedeutung für den Verbraucher. Ergebnisse einer empirischen Untersuchung; Gruner und Jahr, Hamburg 1979, ohne ISBN.
- Paul W. Meyer: Marketing des industriellen Markenartikels; Aufsatzsammlung, in: Reihe Materialien zu den Grundlagen des Marketing, Bd. 6, Selbstverlag, Augsburg 1986, ISBN 3-921953-14-6.

### Absatz von Markenartikeln
- Christofer Eggers: Vertikale vertragliche Vertriebssysteme für Markenartikel; Hartung-Gorre, Konstanz 1990, ISBN 3-89191-394-X.
- Reinhard Oertli: Zweigleisiger Vertrieb von Markenartikeln. Wirtschaftliche Erscheinung und rechtliche Problematik; Schulthess, Polygraphischer Verlag, Zürich 1988, ISBN 3-7255-2645-1.

### Psychologie des Markenartikels
- Fritz Unger (Hrsg.): Konsumentenpsychologie und Markenartikel; Physica, Heidelberg 1986, ISBN 3-7908-0354-5, 3-7908-0353-7.
- Thomas Fritz: Die Botschaft der Markenartikel. Vertextungsstrategien in der Werbung; Stauffenburg, Tübingen 1994, ISBN 3-86057-091-9.

### Markensoziologie
- Alexander Deichsel: Markensoziologie, 2. Aufl., Deutscher Fachverlag, Frankfurt am Main 2006, ISBN 978-3-8664-1083-1.
- Kai-Uwe Hellmann: Soziologie der Marke, 2. Aufl., Suhrkamp Verlag, Frankfurt am Main 2005, ISBN 978-3-5182-9279-2.

### Geschichte des Markenartikels
- Hans-Gerd Conrad: Werbung und Markenartikel am Beispiel der Markenfirma Dr. Oetker von 1891 bis 1975 in Deutschland; WVB Wissenschaftlicher Verlag Berlin, Berlin 2002, ISBN 3-936846-00-6.
- Florian Langenscheidt (Hrsg.): Deutsches Markenlexikon, Gabler, Wiesbaden 2008, ISBN 978-3-8349-0629-8.
- Die TV-Kampagnen von Ariel, Dixan, Omo, Persil. Österreich 1976 - 1989; CD-ROM, in: Leopold Springinsfeld: Die Kultur der Marke. Verstehen, beurteilen, entwickeln; Deutscher Fachverlag, Frankfurt am Main 2001, ISBN 978-3-86641-092-3.
- Ohne Verfasserangabe: MarkenWaren. Maggi, Odol, Persil & Co. erobern den ländlichen Haushalt; Husum, Husum 2002, ISBN 3-89876-081-2.